# 罗萨 (韦尔切利省)
罗萨 (韦尔切利省)（義大利語：Rossa），是意大利韦尔切利省的一个市镇。总面积11平方公里，人口197人，人口密度17.9人/平方公里（2009年）。ISTAT代码为002121。